# Duds Hunt
Duds Hunt (jap. ダズハント Dazuhanto) – manga autorstwa Tetsuyi Tsutsuia. Przeznaczona dla osób dorosłych. W Polsce wydana została przez wydawnictwo Hanami. Składa się z jednego tomu, do którego dołączono powieść Wielopoziomowe sny.

## Fabuła
Nakanishi jest akwizytorem sprzedającym ubezpieczenia na życie. Poniżany zarówno przez klientów, jak i zwierzchnika, za namową znajomego z Internetu postanawia zaznać w życiu odmiany, a przy okazji nieźle zarobić. Bierze udział w miejskiej grze Duds Hunt.